# Keine Lust
Singles de Rammstein
Ohne dich Benzin
Keine Lust  est le quatrième et dernier single tiré de l'album Reise, Reise du groupe allemand Rammstein. 

## Performances scéniques
Depuis les shows du Reise Reise Tour, des fontaines situées en avant scène crachent de la vapeur jusqu'à plusieurs mètres de hauteur.
Le chanteur Till Lindemann s'amuse d'ailleurs à se pencher au-dessus des grilles où se trouvent, en dessous, ces fontaines, puis à se retirer au dernier moment avant le jaillissement de vapeur. Lumières bleues, vapeur, l'atmosphère glaciale régnant s'associe bien avec les paroles de la chanson, où Till s'exclame Mir ist kalt, qui se traduit par J'ai froid.

## Signification
Le titre peut se traduire par Pas envie en allemand. À première vue, il s'agit d'une personne qui est obèse et qui ne s'accepte pas telle qu'elle est. Mais le groupe veut faire ressortir le blues de l'artiste : trop d'argent, de femmes, d'alcool, plus aucune envie de rien. Il faut que tout s'arrête.

## Pistes
1. Keine Lust - 3:44
2. Keine Lust (Remix No.1) par Clawfinger - 4:37
3. Keine Lust (The Psychosonic Remix) par DJ Drug - 5:02
4. Keine Lust (Bozz Remix) par Azad - 3:52
5. Keine Lust (Jazz Remix) par Clawfinger - 4:11
6. Keine Lust (Black Strobe Remix) - 7:08
7. Keine Lust (Curve Remix) par Front 242 - 3:40
8. Keine Lust (Ich zähl die Fliegen Remix) par Krieger - 3:30

## Classements hebdomadaires
| Classement (2005)                  | Meilleure place |
| ---------------------------------- | --------------- |
| Allemagne (GfK Entertainment)      | 16              |
| Autriche (Ö3 Austria Top 40)       | 25              |
| Danemark (Tracklisten)             | 4               |
| Espagne (PROMUSICAE)               | 5               |
| Finlande (Suomen virallinen lista) | 14              |
| Pays-Bas (Single Top 100)          | 19              |
| Royaume-Uni (UK Singles Chart)     | 35              |
| Royaume-Uni (UK Rock Chart)        | 1               |
| Suède (Sverigetopplistan)          | 57              |
| Suisse (Schweizer Hitparade)       | 30              |